# Azhdarchidae
Azhdarchidae foi uma família de pterossauros gigantes do período cretáceo que incluía o famoso gênero Quetzalcoatlus. Eram provavelmente os maiores animais voadores que já existiram, mas segundo os cientistas, eles passavam boa parte do tempo em terra firme, se alimentando de pequenos animais como lagartos e possivelmente mamíferos. Uma das características mais marcantes do grupo é a presença de um pescoço muito alongado e da cabeça grande com bicos desprovidos de dentes. Antigamente se acreditava que, assim como outros pterossauros, os azhdarchidae caçavam no mar como enormes gaivotas, mas hoje sabe-se que eles se alimentavam em terra.